# 裂羽崇澍蕨
裂羽崇澍蕨（学名：Chieniopteris kempii）为乌毛蕨科崇澍蕨属下的一个种。